# Brenda Russell

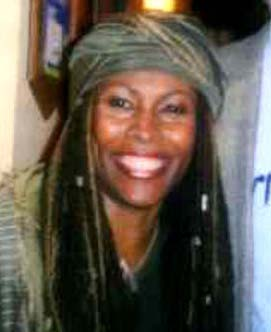
Brenda Russell, 2007

Brenda Russell (* 8. April 1949 in Brooklyn, New York als Brenda Gordon) ist eine amerikanische R&B-, Jazz- und Popsängerin sowie Songwriterin und Keyboarderin.

## Biografie
Brenda Gordons Familie zog nach Toronto, Kanada, als sie 12 Jahre alt war. In ihrer Jugend trat sie dort mit lokalen Bands auf und sang in einer Girlgroup namens „The Tiaras“, mit der sie 1968 die Single Where Does All the Time Go veröffentlichte.
Anfang der 1970er Jahre heiratete sie den Musiker Brian Russell, der auch Gastgeber der kanadischen Fernsehsendung Music Machine war. 1973 zogen sie nach Los Angeles und arbeiteten dort als Sessionmusiker. Die Eheleute veröffentlichten 1976 und 1977 zwei Alben als Duo „Brian and Brenda“. 1968 stieg ihr gemeinsames Lied That’s All Right Too auf Platz 67 der Billboard R&B-Charts. Nach der Scheidung widmete sich Brenda Russell ihrer Solokarriere.
1978 unterschrieb sie einen Vertrag bei A&M Records und veröffentlichte 1979 das nach ihr benannte Debütalbum. Die Auskopplung So Good, So Right entwickelte sich zum Hit und stieg auf Platz 30 der US-Popcharts sowie auf Platz 15 der R&B-Charts. Way Back When kam kurz danach auf Platz 42 der R&B-Hitliste. Das Folgealbum Love Life erschien 1981, das darauf enthaltene If You Love (The One You Lose) konnte in die R&B-Charts einsteigen und erreichte Platz 50.
1982 wechselte Russell zu Warner Bros. Records und veröffentlichte das erfolglose Album Two Eyes. Es folgte der Wechsel zurück zu A&M, wo 1988 das erfolgreichste Album Russells, Get Here, erschien. Mit der Auskopplung Piano in the Dark, die sie mit Joe Esposito sang, gelang ihr ein Top-10-Hit in den R&B- (Platz 8) und Popcharts (Platz 6). Die Singles Gravity und Get Here platzierten sich auf mittleren Positionen der R&B-Charts. Russell erhielt Grammy-Nominierungen für Piano in the Dark als „Song des Jahres“ und „Bestes Popduo“ (mit Joe Esposito) sowie für Get Here als „Beste Popsängerin“. Mit einer Coverversion von Get Here hatte Oleta Adams 1990 einen weltweiten Hit.
1990 erschien das Album Kiss Me with the Wind und der Erfolg ließ nach. Stop Running Away, das Russell zusammen mit Narada Michael Walden geschrieben hatte, der auch die Produktion des Tracks übernahm, wurde ihr letzter R&B-Top-40-Hit. Auch der Wechsel zu EMI USA und die Veröffentlichung des Albums Soul Talkin’ brachten 1993 nicht den gewünschten Erfolg. Russell arbeitete in den Folgejahren als Sessionmusikerin für Barbra Streisand, Elton John und Bette Midler; außerdem nahmen Streisand, Luther Vandross und Donna Summer einige Songs aus ihrer Feder auf.
Die nächsten Soloalben Paris Rain (2000) und Between the Sun and the Moon (2004) fanden wenig Beachtung. Seitdem arbeitet Russell u. a. als Musicaldarstellerin. Als Mitglied der Besetzung der Broadway-Produktion The Color Purple erhielt sie 2006 eine Grammy-Nominierung für das „Beste Musical-Theater-Album“.

## Diskografie

### Studioalben
| Jahr | Titel Musiklabel                     | Höchstplatzierung, Gesamtwochen, AuszeichnungChartplatzierungen (Jahr, Titel, Musiklabel, Platzierungen, Wochen, Auszeichnungen, Anmerkungen) | Höchstplatzierung, Gesamtwochen, AuszeichnungChartplatzierungen (Jahr, Titel, Musiklabel, Platzierungen, Wochen, Auszeichnungen, Anmerkungen) | Höchstplatzierung, Gesamtwochen, AuszeichnungChartplatzierungen (Jahr, Titel, Musiklabel, Platzierungen, Wochen, Auszeichnungen, Anmerkungen) | Anmerkungen |
| Jahr | Titel Musiklabel                     | UK | US | R&B | Anmerkungen |
| ---- | ------------------------------------ | --- | --- | --- | --- |
| 1979 | Brenda Russell Horizon 739           | — | US65 (20 Wo.)US | R&B26 (24 Wo.)R&B | Erstveröffentlichung: 23. Februar 1979 Produzent: André Fischer                                                         |
| 1981 | Love Life A&M 4811                   | — | US107 (8 Wo.)US | R&B42 (10 Wo.)R&B | Erstveröffentlichung: März 1981 Produzent: Stewart Levine                                                               |
| 1988 | Get Here A&M 5178                    | UK77 (4 Wo.)UK | US49 (28 Wo.)US | R&B20 (25 Wo.)R&B | Erstveröffentlichung: März 1988 Produzent: Brenda Russell, Stanley Clarke, André Fischer, Jeff Hull, Peter O. Ekberg    |
| 1990 | Kiss Me with the Wind A&M 5271       | — | — | R&B65 (9 Wo.)R&B | Erstveröffentlichung: 21. August 1990 Produzenten: Brenda Russell, André Fischer, Narada Michael Walden, Larry Williams |
| 2004 | Between the Sun and the Moon Dome 50 | — | — | R&B96 (1 Wo.)R&B | Erstveröffentlichung: 31. Mai 2004 Executive Producer: Brenda Russell, Peter Robinson                                   |

Weitere Studioalben
- 1976: Word Called Love (als Brian and Brenda Russell; The Rocket Record Company 2181)
- 1977: Supersonic Lover (als Brian and Brenda, mit Brian Russell; The Rocket Record Company 2191)
- 1983: Two Eyes (Warner Bros. 28839; VÖ: Mai)
- 1993: Soul Talkin’ (EMI USA 97953; VÖ: 1. Juni)
- 2000: Paris Rain (Hidden Beach 62138; VÖ: 18. Juli)

### Kompilationen
- 1992: Greatest Hits (A&M 5396; VÖ: 4. August)
- 2001: Ultimate Collection (Hip-O; VÖ: 24. Juli)
- 2003: So Good So Right: The Best of Brenda Russell (Dome 42)
- 2009: In the Thick of It: The Best of Brenda Russell (Dome 301; VÖ: 3. Juli)

### Singles
| Jahr | Titel Album                                           | Höchstplatzierung, Gesamtwochen, AuszeichnungChartplatzierungen (Jahr, Titel, Album, Platzierungen, Wochen, Auszeichnungen, Anmerkungen) | Höchstplatzierung, Gesamtwochen, AuszeichnungChartplatzierungen (Jahr, Titel, Album, Platzierungen, Wochen, Auszeichnungen, Anmerkungen) | Höchstplatzierung, Gesamtwochen, AuszeichnungChartplatzierungen (Jahr, Titel, Album, Platzierungen, Wochen, Auszeichnungen, Anmerkungen) | Anmerkungen |
| Jahr | Titel Album                                           | UK | US | R&B | Anmerkungen |
| ---- | ----------------------------------------------------- | --- | --- | --- | --- |
| 1978 | That’s All Right Too Supersonic Lover                 | — | — | R&B67 (9 Wo.)R&B | Erstveröffentlichung: Januar 1978 als Brian and Brenda, mit Brian Russell Autoren: Brenda Russell, Brian Russell |
| 1979 | So Good, So Right Brenda Russell                      | — | US30 (17 Wo.)US | R&B15 (19 Wo.)R&B | Erstveröffentlichung: Juli 1979 Autor: Brenda Russell                                                            |
| 1980 | Way Back When Brenda Russell                          | — | — | R&B42 (9 Wo.)R&B | Erstveröffentlichung: Dezember 1979 Autor: Brenda Russell                                                        |
| 1980 | In the Thick of It / So Good, So Right Brenda Russell | UK51 (5 Wo.)UK | — | — | Erstveröffentlichung: April 1980 Autor: Brenda Russell                                                           |
| 1981 | If You Love (The One You Lose) Love Life              | — | — | R&B50 (9 Wo.)R&B | Erstveröffentlichung: März 1981 Autor: Brenda Russell                                                            |
| 1988 | Piano in the Dark Get Here                            | UK23 (14 Wo.)UK | US6 (25 Wo.)US | R&B8 (19 Wo.)R&B | Erstveröffentlichung: Januar 1988 feat. Joe Esposito Autoren: Brenda Russell, Jeff Hull, Scott Cutler            |
| 1988 | Gravity Get Here                                      | UK77 (1 Wo.)UK | — | R&B42 (9 Wo.)R&B | Erstveröffentlichung: April 1988 Autoren: Brenda Russell, Gardner Cole                                           |
| 1988 | Le Restaurant Get Here                                | — | — | R&B93 (4 Wo.)R&B | B-Seite von Gravity feat. David Sanborn Autor: Brenda Russell                                                    |
| 1988 | Get Here                                              | — | — | R&B37 (16 Wo.)R&B | Erstveröffentlichung: September 1988 Autor: Brenda Russell                                                       |
| 1990 | Stop Running Away Kiss Me with the Wind               | — | — | R&B34 (12 Wo.)R&B | Erstveröffentlichung: Juli 1990 Autoren: Brenda Russell, Narada Michael Walden                                   |
| 1991 | Tell Me This Night Won’t End Open Invitation          | — | — | R&B69 (5 Wo.)R&B | Erstveröffentlichung: Mai 1991 Gerald Alston feat. Brenda Russell Autoren: Lorrin Bates, Percy Bady, Ray Fuller  |

Weitere Singles
- 1976: Highly Prized Possession (als Brian and Brenda, mit Brian Russell; VÖ: Februar)
- 1976: Gonna Do My Best to Love You (als Brian and Brenda; VÖ: September)
- 1977: Toronto (als Brian and Brenda)
- 1977: Don’t Let Love Go (als Brian and Brenda; Promo)
- 1983: I Want Love to Find Me (VÖ: April)
- 1983: Two Eyes (VÖ: Juni)
- 1985: You Are the One (Herb Alpert feat. Brenda Russell; VÖ: Juni)
- 1985: When I Give My Love to You (Michael Franks feat. Brenda Russell; VÖ: Dezember)